# Felsinschrift von Bulgarmaden
Koordinaten: 37° 29′ 15″ N, 34° 41′ 4″ O

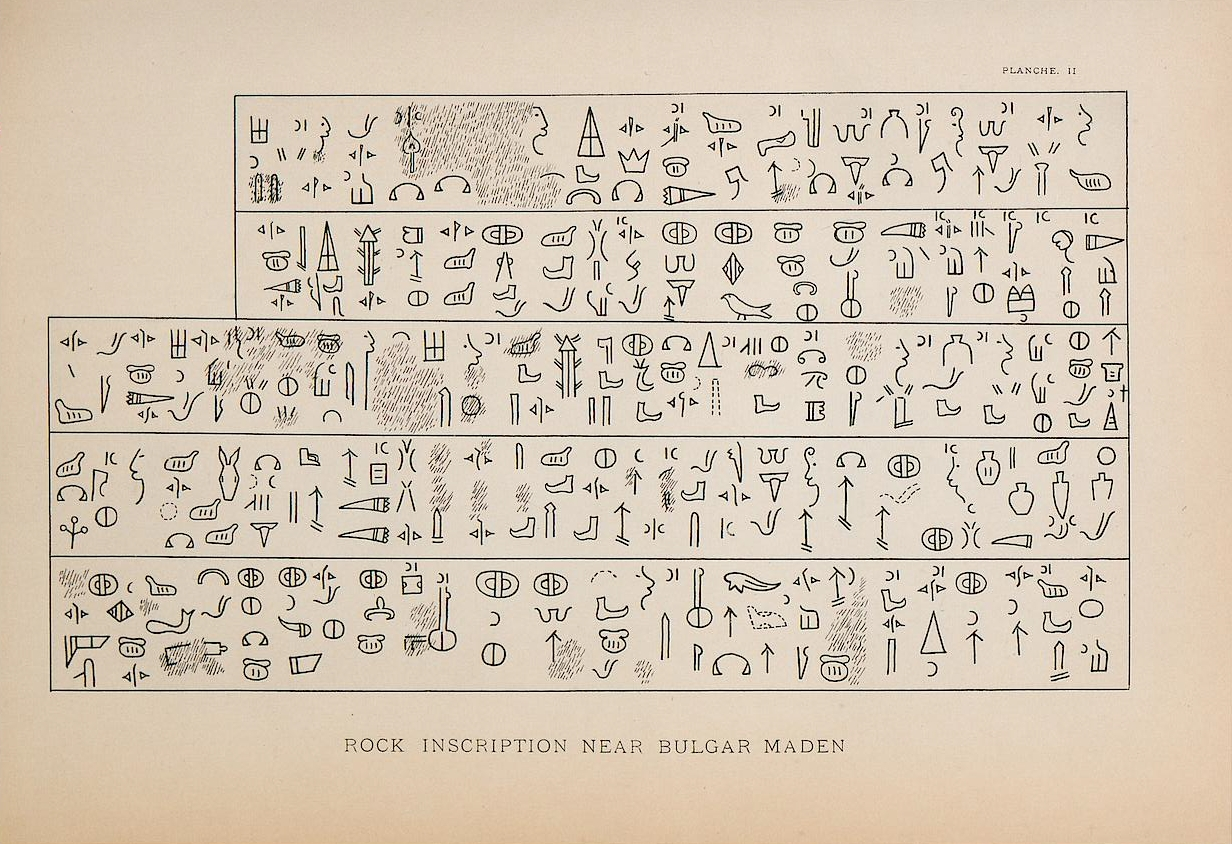
Umzeichnung der Inschrift von Ramsay/Hogarth (1892)

Die Felsinschrift von Bulgarmaden (heute auch Bolkar Maden) in der Südtürkei ist in luwischen Hieroglyphen verfasst und stammt aus der Zeit der späthethitischen Staaten. Sie wird dem Königreich von Tabal zugerechnet und ist vermutlich im späten 8. Jahrhundert v. Chr. entstanden.

## Lage
Der Felsen mit der Inschrift liegt auf 1517 Meter Höhe im Gebirge Bolkar Dağları, nördlich des Flusstals des Maden Çayı, nahe dem Ort Alihoca im Bezirk Ulukışla der Provinz Niğde. Die früher Bulgarmaden, heute Bolkar Maden oder Bolkar Dağı genannte Region war, wie das gesamte Gebirge, bereits zu hethitischer Zeit ein Zentrum des Silber- und Erzbergbaus (türkisch Maden für Erz). Der frühere Name bezieht sich auf bulgarische Bauern, die in byzantinischer Zeit hier angesiedelt waren, das heutige Bolkar ist eine volksetymologische Bildung aus bol (viel) und kar (Schnee). Das Zentrum des Gebiets war vermutlich das hethitische Tunna, das mit dem etwa zehn Kilometer nordwestlich liegenden Porsuk Hüyük gleichgesetzt wird. Vom zehn Kilometer von Alihoca flussaufwärts liegenden Dorf Madenköy (Erzdorf) zog sich ein Bergweg über den 2000 Meter hohen Kamm nach Gümüşköy (Silberdorf) und bis zum Porsuk Hüyük, der heute zu einem engen, kurvenreichen Fahrweg ausgebaut ist.

## Forschungsgeschichte
1879 zitiert der Reisende Reverend Edwin John Davis aus dem Tagebuch eines Freundes einen Bericht über die Inschrift und veröffentlichte eine schlichte Skizze. Als erste besuchten 1890 David George Hogarth und A. C. Headlam die Inschrift und fertigen Kopien und Abklatsche an. Die Ergebnisse veröffentlichte Hogarth 1892 gemeinsam mit William Mitchell Ramsay. Kurz darauf besuchten und publizierten die Cornell-Expedition (1907) und John Garstang (1910) die Inschrift. Nach weiteren Textbearbeitungen durch unter anderem Bedřich Hrozný und Piero Meriggi 1934, Helmuth Theodor Bossert 1942 und M. Kalaç 1976. nahm John David Hawkins die Inschrift 2000 in sein Corpus of Hieroglyphic Luwian Inscriptions auf. Horst Ehringhaus beschrieb das Monument schließlich 2014 in seiner Sammlung hethitischer Felsreliefs und -inschriften.

## Beschreibung
Auf einer geglätteten, nach Ostsüdost ausgerichteten Felswand ist in 1,30 Meter Höhe die Inschrift eingemeißelt. Die fünf Zeilen sind durch waagrechte Striche getrennt. Der gesamte Text ist 1,10 Meter hoch, die unteren drei Zeilen 1,90 und die oberen beiden 1,43 Meter lang. Er beginnt rechts oben und ist boustrophedon geschrieben. Die Zeichen sind von Witterungseinflüssen verwaschen, aber dennoch in großen Teilen lesbar.
Im Text stellt sich zunächst der Herrscher Tarhunaza, Sohn des Tarhuwara als Diener des Königs Warpalawa von Tabal vor. Er berichtet, dass er von diesem das göttliche Gebirge Muti erhalten habe, das wohl mit den Bolkar Dağları identifiziert werden kann. Mit der Hilfe der Götter Tarhunzas und Kubaba warf es Gewinn für ihn und seinen König ab. Er herrschte dort gerecht und jagte mit der Huld Runtiyas, des Schutzgottes der Wildflur, für seinen Herrn Wildtiere. Dieser wiederum verkaufte ihm Wagen für die Maultiere. Es folgt nun die Anweisung für spätere Landesherren, den Göttern jährlich Schafe zu opfern, schließlich die übliche Fluchformel gegen den, der diesen Vertrag verletzt:

„…, jene Person sollen Tarḫunza und die Götter vernichten, nämlich Arma soll ihn antasten, Nikkarruḫa ihn auffressen, Kubaba ihn ….“

Der Verfasser Tarhunaza war also Landesherr des Gebiets um Tunna (Porsuk Hüyük). Der assyrische König Salmanassar III. spricht in verschiedenen Annalen von dem Berg Mūli und dem Berg Tunni, die nach heutiger Auffassung mit dem Muti, also den Bolkar Dağları und dessen höchster Erhebung Mededsiz Tepesi, einerseits und dem Zeyvegediği bei Porsuk andererseits gleichzusetzen sind. Da die Regierungszeit von Warpalawa mit etwa 740 bis 705 bekannt ist, kann die Inschrift auf das späte 8. Jahrhundert v. Chr. datiert werden.